# Refoïsering

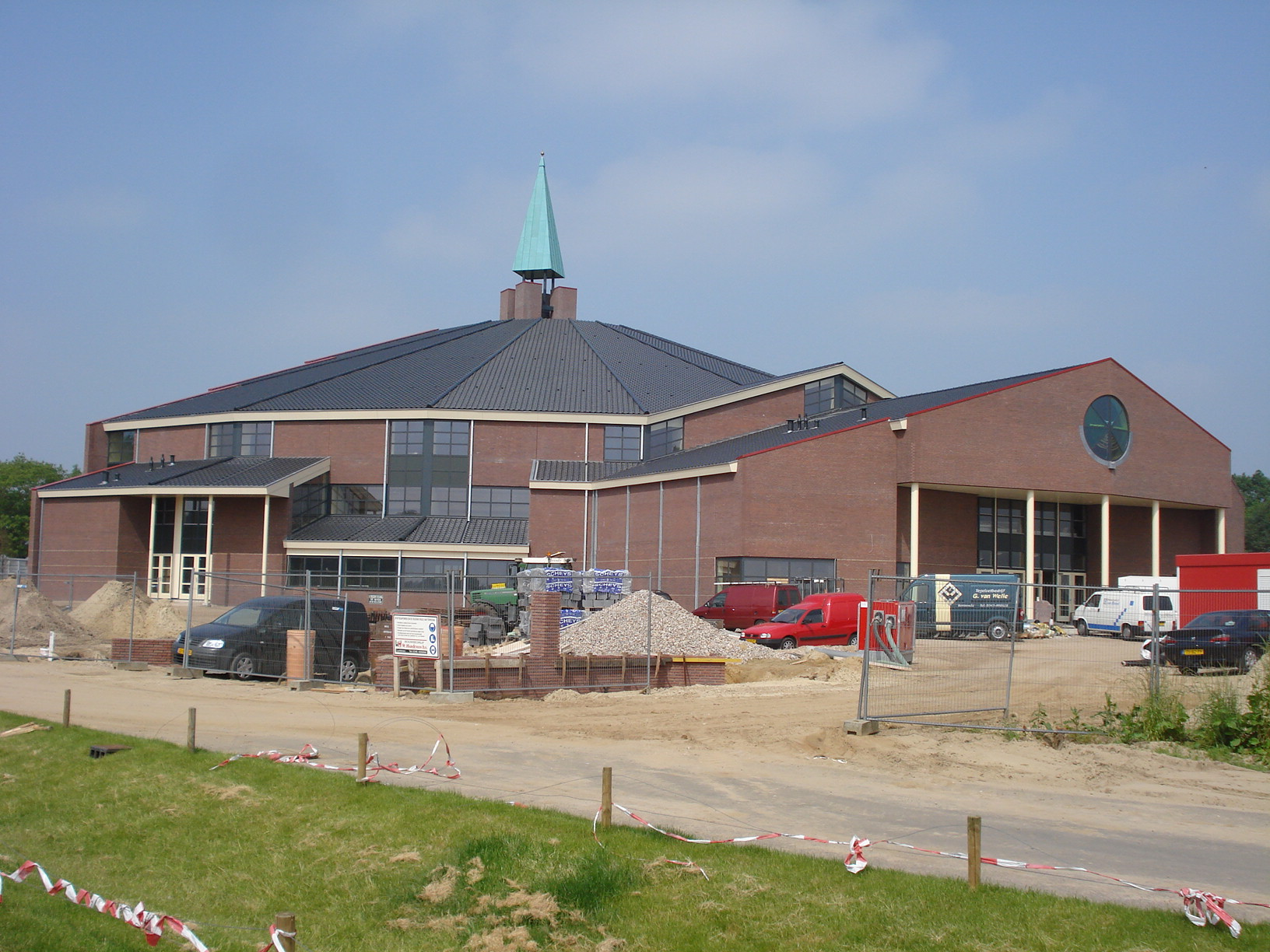
De bouw van nieuwe grote kerken, zoals hier in Barneveld versterkt het gevoel van refoïsering

Refoïsering is een (sporadisch gebruikte) term om een toename van ledental of invloed van het bevindelijk gereformeerde bevolkingsdeel in Nederland aan te duiden.
De term kwam in zwang na de aandacht voor de bouw van twee grote reformatorische kerken in Barneveld in 2008. Lokale seculiere partijen zagen met zorg de groei en invloed van de reformatorische gezindte aan. De kerkbouw deed hen vrezen dat ook de lokale Staatkundig Gereformeerde Partij (SGP) gestaag zou doorgroeien. Andere plaatsen waar gesproken werd van refoïsering zijn Kesteren, Ochten, Kapelle, De Valk, Waarde en Kootwijkerbroek. In Waarde groeide het aandeel van de reformatorische bevolking volgens een artikel in de Provinciale Zeeuwse Courant van zo'n 35% naar 70%.
Vanwege de vele voorzieningen in eigen kring, zoals kerken en scholen, trekken veel reformatorische christenen naar gemeenten in de Bijbelgordel. Ook zijn de gezinnen relatief groot, waardoor bevindelijk gereformeerde kerkgenootschappen nog altijd (licht) groeien. Lokaal kunnen de kerken snel groeien en worden onder meer kerken en scholen gebouwd. De grootste groei van de bevindelijk gereformeerden vindt overigens plaats op de westflank van de Veluwe en in de Betuwe. De behoudende kerken lijken het meest gespaard te blijven van secularisering. De Gereformeerde Gemeenten groeiden van 26.000 leden in 1930 naar 106.000 leden in 2013, de Gereformeerde Gemeenten in Nederland van 8.000 leden in 1953 naar 24.000 leden in 2013. De laatste jaren maakt vooral de Hersteld Hervormde Kerk een snelle groei door.